# Alien Soundtracks
Alien Soundtracks è il secondo album in studio del gruppo musicale Chrome, pubblicato il 1977.

## Tracce
Lato 1
1. Chromosome Damage – 3:50
2. The Monitors – 2:23
3. All Data Lost – 3:25
4. SS Cygni – 3:33
5. Nova Feedback – 5:53

Lato 2
1. Pygmies in Zee Park – 6:01
2. Slip It to the Android – 3:47
3. Pharoah Chromium – 3:27
4. ST37 – 2:12
5. Magnetic Dwarf Reptile – 3:41

## Formazione
- Helios Creed - voce, chitarra, basso
- Damon Edge - batteria, sintetizzatore
- John Lambdin - chitarra, basso, violino elettrico
- Gary Spain - basso, chitarra, violino elettrico e acustico